# Stent podwójnej terapii
Stent podwójnej terapii (ang. dual therapy stent) – resorbowalny stent do stabilizacji poszerzonego odcinka tętnicy wieńcowej podczas przezskórnej interwencji wieńcowej. Łączy właściwości stentu powlekanego powłoką z przeciwciałami i stentu uwalniającego lek. Obecnie stenty uwalniające leki drugiej generacji wymagają długotrwałego stosowania podwójnej terapii przeciwpłytkowej, co zwiększa ryzyko wystąpienia poważnych krwawień u pacjentów. W porównaniu ze stentami uwalniającymi lek, stenty do podwójnej terapii mają lepszą zdolność regeneracji naczyń i kontroli proliferacji komórek. W rezultacie opracowano stenty do podwójnej terapii, aby zmniejszyć długoterminową potrzebę podwójnej terapii przeciwpłytkowej.
Stent COMBO jest pierwszym o właściwościach podwójnej terapii dzięki pokryciu przeciwciałami anty-CD34 (przyśpiesza gojenie się naczynia wieńcowego w miejscu poszerzenia)  i substancją uwalniającą lek immunosupresyjny sirolimus. Stent COMBO łączy technologię wychwytywania komórek śródbłonka stentu Genous z antyproliferacyjną, biodegradowalną funkcją leku sirolimus. Stent COMBO otrzymał znak CE.
Resorbowalny stent Combo Dual Therapy jest pierwszym stentem, który zarówno przyspiesza pokrycie śródbłonkiem poszerzonego odcinka tętnicy wieńcowej, jak i kontroluje proliferację śródbłonka (neointimy) dzięki połączeniu sprawdzonej technologii przyśpieszenia procesu gojenia z wymywaniem leku sirolimus, dostarczanym z biodegradowalnego polimeru, który zapewnia całkowite wchłonięcie w ciągu 90 dni. Technologia składa się z powłoki powierzchniowej z przeciwciałami nty-CD34, która zwiększa wychwytywanie komórek progenitorowych śródbłonka (EPC) do stentu, tworząc szybciej warstwę śródbłonka, która zapewnia ochronę przed zakrzepicą i ogranicza powstanie restenozy.